# Гаттоніт
Гаттоніт, хатоніт (рос. хаттонит; англ. huttonite; нім. Huttonit m) — дуже рідкісний різновид силікату торію. Поліморфна модифікація ториту.

## Етимологія та історія
Мінерал вперше виявив новозеландсько-американський мінералог Колін Осборн Гаттон (1910—1971) на пісках для серфінгу «Біч Гіллеспі» Солт-Вотер-Крік в окрузі Південний Вестленд на західному узбережжі Південного острова Нової Зеландії. Він дав Адольфу Пабсту для аналізу частину мінералу, вилученого з пісків, що складався з кількох сотень крихітних зерен з максимальним діаметром 0,2 мм і загальною вагою в кілька сотих грама. Аналіз і перший опис в основному здійснив Пабста, який запропонував назвати мінерал гаттонітом на честь його першовідкривача.

## Загальний опис
Хімічна формула: 4[ThSiO4].
Сингонія моноклінна. Кристали безбарвні. Густина 7,1. Ізоморфний з монацитом.
Зустрічається у вигляді дрібних зерен в складі пляжних пісків у Новій Зеландії.
Розрізняють:
- Гаттоніт залізний (відміна гатоніту, збагачена Fe3+, водою, Mn, Th).